# 巧尔基庙
巧尔基庙，赐名“佑安寺”，位于内蒙古自治区乌兰察布市兴和县，是一座藏传佛教格鲁派寺院。

## 简介
巧尔基庙是原察哈尔正黄旗旗庙。建于1732年（雍正十年），位于正黄旗十四苏木（今兴和县团结乡十四苏木村）。
该庙分为东、西两组庙宇群，西庙俗称“大庙”，东庙俗称“小庙”，两庙间隔大约1里。
- 大庙（西庙）：西庙群占地面积200多亩，庙殿260多间。主殿为三层楼，114间房。额匾“佑安寺”乃雍正帝御笔，蒙古文为“依不更何木日吉古拉吉”庙。[2]
- 小庙（东庙）：东庙群占地面积不到百亩，有庙宇33间。主殿“迈达尔庙”是两层楼。[2]

巧尔基庙总占地面积300余亩，庙宇669.5间。鼎盛时期，额定喇嘛209名，实际有诵经喇嘛900多人，庙地360顷。1949年前，该庙即已破败。1949年后，该庙曾被定为内蒙古自治区文物保护单位，并多次得到修缮。文化大革命爆发后，1966年9月，第一代建庙喇嘛铜棺以及整座庙宇、佛像被全部毁坏。1972年，佑安寺主殿被拆毁。